# Wybory prezydenckie w Burundi w 2010 roku
Wybory parlamentarne w Burundi w 2010 roku odbyły się 28 czerwca 2010. Zakończyły się zwycięstwem urzędującego prezydenta Pierre'a Nkurunzizy, który był jedynym kandydatem po bojkocie głosowania przez sześciu kandydatów opozycji.

## Organizacja i bojkot wyborów
Wybory przeprowadzone zostały 28 czerwca 2010, natomiast ewentualna II tura zaplanowana była na 26 lipca 2010. Były to drugie bezpośrednie wybory w historii Burundi. Pierwsze miejsce miały w 1993, natomiast w 2005, na urząd prezydenta Pierre'a Nkurunzizę wybrał parlament. Wybory z 2005 zakończyły wojnę domową w Burundi.
Organizację wyborów, określono jako podwyższonego ryzyka ze względu na demobilizację żołnierzy po wojnie domowej i konfliktów między partiami CNDD-FDD i opozycyjną FRODEBU.
Wybory zostały zbojkotowane przez opozycję. Wszyscy kontrkandydaci Pierre'a Nkurunzizy (których było sześciu) wycofali się z wyborów. Opozycja ogłosiła, że wybory nie mają sensu. Władzy zarzucono powszechne fałszerstwa oraz potępiono wzrost przemocy przez wyborami. 1 czerwca wycofało się pięciu kandydatów, gdyż stwierdzili, że wybory zostaną sfałszowane. Wśród kandydatów, którzy zbojkotowali wybory był Agathon Rwasa, lider bojówek Hutu z czasów wojny burundyjskiej. Bojkot wyborów nastąpił po wyborach regionalnych z maja 2010, które zdaniem opozycji zostały również sfałszowane. Wybory lokalne wygrała partia prezydenta, a komisja wyborcza odrzuciła żądanie partii opozycyjnych domagających się powtórzenia głosowania.
22 czerwca 2010 w Bużumburze – stolicy Burundi – doszło do wybuchu granatu w jednym z pubów, w wyniku czego śmierć poniosły dwie osoby, a siedem odniosło rany. W podobnym ataku 10 dni wcześniej rannych zostało siedem osób. Po incydencie policja aresztowała 20 osób. W dniu poprzedzającym wybory aresztowano kilku członków opozycji, którzy rzekomo mieli zakłócić przebieg wyborów.

## Wyniki i reakcje
Według wyników ogłoszonych przez komisję wyborczą, Pierre Nkurunziza zdobył 91,62% głosów poparcia, zapewniając sobie reelekcję na stanowisku szefa państwa już w pierwszej turze głosowania. Frekwencja wyniosła 76,9%.
Opozycja odrzuciła wyniki wyborów. Jej zdaniem frekwencja wynosiła ok. 30-40%. Ogłosiła, że wybory naruszały konstytucję, stanowiącą, że Burundi jest wielopartyjną demokracją, podczas gdy w wyborach startował kandydat tylko jednej partii politycznej. Z tego powodu stwierdziły, że nie uznają Nkurunzizę za legalnego prezydenta kraju.
Obserwatorzy z UE oświadczyli, że wybory przebiegły w spokojnej atmosferze. Wyrazili żal z powodu braku uczestnictwa innych kandydatów. Skrytykowali także rząd za ograniczanie aktywności politycznej innych ugrupowań.